# Komáromi Zoltán
Komáromi Zoltán (eredeti neve 1945-ig: Stettler Zoltán, teljes: Stettler Zoltán Viktor, néha nem hivatalosan: Komáromi Stettler Zoltán; Komárom, 1900. szeptember 6. – Budapest, 1956. április 30.) író, műfordító, újságíró, könyvkiadó.
Írói álnevei: Komáromi Zoltán (hivatalos felvétele, 1945 előtt), Komáromy Zoltán (1932–1937), Imo Ramok, Z. I. Maxbell, Z. J. Maxbell, B. I. Maxbell, Charles Potte, Bill Big, Big Bill, Comarez, Mumbull, Hedy v. Schäffer, Hedy Schäffer, Stettner Zoltán.

## Élete
Szülei Stettler Ignác jómódú komáromi kereskedő és Grünwald Józsa tanítónő.
A győri katolikus főgimnáziumban, a budapesti Evangélikus Gimnáziumban (a híres Fasori Gimnáziumban), a budapesti VII. kerületi állami felső kereskedelmi iskolában és a párizsi Sorbonne-on folytatta tanulmányait. Írásai különböző lapokban, például a Pesti Magazinban jelentek meg. A harmincas évek elejétől regényei, kisregényei különféle kalandregény-sorozatokban, a Szivárvány sorozatban, a Közművelődési Kft.-nél, a Pesti Hírlap könyvek és más sorozatokban kerültek kiadásra többnyire Z. I. Maxbell, Z. J. Maxbell álnéven. Kiadóvállalata az Express Hírlap, Divatlap és Könyvterjesztő Iroda volt. Ez a kiadó jelentette meg az Express regények című könyvsorozatot. 1942-ben csatlakozott az ellenállási mozgalomhoz, a Szent-Györgyi Albert nevével fémjelzett ellenállási csoporthoz tartozott. A második világháború alatt tartalékos zászlósként szolgált. A szolnoki repülőtér elleni légitámadás során súlyosan megsebesült. A háború után a Nagyvárosi regények sorozatban, illetve az Ifjúsági Kiadónál jelentek meg művei.
Első felesége Juhász Ilona (*1918. augusztus 20.), második felesége (1946-1956) Végh Katalin volt.

## Művei
- Komáromy Zoltán: Pest anno 1932, Hellas, Budapest, 1932, 46 oldal, Kelemen Imre rajzaival
- Komáromy Zoltán: Párbaj a pestissel, Tarka regénytár I/17., Stádium Ny., Budapest, 1935, 96 oldal
- Imo Ramok: Lio Chu bosszúja,[7] Szivárvány 11., 1935. december 3. - VIII. évf. 49. sz., fordította: Komáromy Zoltán
- Komáromy Zoltán: A halálsziget királynője, Szivárvány sorozat, Hellas Ny., Budapest, 1936, 128 oldal
- Komáromy Zoltán: A kisorsolt filmsztár, Szivárvány sorozat, Hellas Ny., Budapest, 1936, 64 oldal
- Komáromy Zoltán: Az országút lovagjai, Szivárvány sorozat, Hellas Ny., Budapest, 1936, 64 oldal
- Komáromy Zoltán: A 6-ik érzék, Szivárvány sorozat, Hellas Ny., Budapest, 1937, 63 oldal
- Komáromy Zoltán: Őnagysága szélhámosa, Szivárvány sorozat, Hellas Ny., Budapest, 1937, 64 oldal
- Komáromy Zoltán: A párisi rém, Szivárvány sorozat, Hellas Ny., Budapest, 1937, 64 oldal
- Comarez: Az öröktüz hegye, Hajnal Ny., Budapest, 1940, 64 oldal
- Comarez:[8] A kétarcú farmer, szerzői magánkiadás, Budapest, 1940, 63 oldal
- Comarez: Harc az olajért, szerzői magánkiadás, Budapest, 1940, 63 oldal
- Big Bill: Vér és arany, szerzői magánkiadás, Budapest, 1940, 63 oldal
- Heydi von Saffer: Egy lány a sok közül, szerzői magánkiadás, Budapest, 1940, 127 oldal
- Imo Ramok: Elefántok temetője, Közművelődési kft., Budapest, 1940, 96 oldal
- Stettler, B. Z.: Eltévedt szerelem,[9] Közművelődési kft., Budapest, 1940[10]
- Stettler, G. Z.: Váratlan szerelem, Közművelődési kft., Budapest, 1940[10]
- Stettler, C. Z.: A szerelem mindent legyőz ..., Közművelődési kft., Budapest, 1940[10]
- Stettler, C. Z.: Újrakezdett élet, Közművelődési kft., Budapest, 1940[10]
- Stettler, C. Z.: A szőke vihar, Közművelődési kft., Budapest, 1940[11]
- Z. I. Maxbell: A presstowni banditák, Közművelődési kft., Budapest, 1940, 63 oldal
- Z. J. Maxbell: A halott vendég, Közművelődési kft., Budapest, 1940, 62 oldal
- Z. J. Maxbell: A tiszteletbeli sheriff, Közművelődési kft., Budapest, 1940, 63 oldal
- Z. I. Maxbell: Az emberölő, Közművelődési kft., Budapest, 1940, 63 oldal
- Z. J. Maxbell: Fredből sheriff lesz, Közművelődési kft., Budapest, 1940, 63 oldal
- Z. J. Maxbell: Ítél a secro, Közművelődési kft., Budapest, 1940, 63 oldal
- Z. J. Maxbell: Vadnyugati vásár, Közművelődési kft., Budapest, 1940, 63 oldal
- Z. J. Maxbell: A vadnyugat fantomja, Közművelődési kft., Budapest, 1940, 63 oldal
- Z. J. Maxbell: Az üvegszemű rém, Közművelődési kft., Budapest, 1940, 63 oldal
- Z. J. Maxbell: Pat, a szaloncowboy, Közművelődési kft., Budapest, 1940, 95 oldal
- Z. J. Maxbell: Nőrablás vadnyugaton, Közművelődési kft., Budapest, 1940, 62 oldal
- Z. J. Maxbell:[12] Az erdő cowboyai, Közművelődési kft., Budapest, 1940, 63 oldal
- Z. J. Maxbell:[13] Bill Bend Texasban, Közművelődési kft., Budapest, 1941, 46 oldal
- Z. J. Maxbell: „Gorilla” az emberrabló, Közművelődési kft., Budapest, 1941, 64 oldal
- Z. J. Maxbell: Halálos kártyajátszma, Közművelődési kft., Budapest, 1941, 61 oldal
- Z. J. Maxbell: A West-City rejtélye,[14] Közművelődési kft., Budapest, 1941, 61 oldal
- Z. I. Maxbell: A "véreskezű" visszatér, Közművelődési kft., Budapest, 1941, 64 oldal
- Z. I. Maxbell: Bill Bend küldetése, Közművelődési kft., Budapest, 1941, 61 oldal
- Z. I. Maxbell: Kitör a sheriffvér, Közművelődési kft., Budapest, 1941, 64 oldal
- Z. I. Maxbell: A három és fél cowboyok társasága, Pesti Hírlap könyvek 684., Budapest, 1941, 80 oldal
- Charles Potte: Az eladott helyőrség, Pesti Hírlap könyvek 693., Budapest, 1941, 79 oldal
- Z. I. Maxbell: A „halálmadár”, Pesti Hírlap könyvek 696., Budapest, 1941, 80 oldal
- Z. I. Maxbell: Embervadászat Delbon-Cityben, Pesti Hírlap könyvek 708., Budapest, 1941, 80 oldal
- Z. I. Maxbell: Az ördögszakadék kincse, Pesti Hírlap könyvek 714., Budapest, 1941, 80 oldal
- Z. I. Maxbell: Arany a láthatáron, vitéz Rozs Kálmán Könyvkiadó, Budapest, 1941, 64 oldal
- Z. I. Maxbell: Árvíz Texasban, vitéz Rozs Kálmán Könyvkiadó, Budapest, 1941, 64 oldal
- Z. I. Maxbell: A gyilkos vásár, vitéz Rozs Kálmán Könyvkiadó, Budapest, 1941, 64 oldal
- Z. J. Maxbell:[13] Az olajbanditák, vitéz Rozs Kálmán Könyvkiadó, Budapest, 1941, 64 oldal
- Z. I. Maxbell: A sheriff a fogságban, vitéz Rozs Kálmán Könyvkiadó, Budapest, 1941, 64 oldal
- Z. I. Maxbell: A vészthozó „galamb”, vitéz Rozs Kálmán Könyvkiadó, Budapest, 1941, 64 oldal
- Mumbull: A 4000 éves menyasszony, Piros sarkú regények, Baross Ny., Pestszentlőrinc, 1941, 158 oldal; Főnix Fantasztikus Könyvek, Csokonai, Debrecen, 1990, 161 oldal ISBN 963-260-032-0; Fapadoskonyv.hu, 2011, 173 oldal, ISBN 978-963-329-260-0; e-könyv: Quattrocento, Budapest, 2013, ISBN 978-963-362-923-9, ISBN 978-963-362-924-6
- Komáromi Zoltán:[15] Szerepcsere, Világvárosi Regények 799, Literária, Budapest, 1941, 32 oldal
- Bill Big: Cowboy a hajón, szerzői magánkiadás, Budapest, 1941, 64 oldal
- Hedy v. Schäffer:[16] Szerelem a vége, szerzői magánkiadás, Budapest, 1941, 124 oldal
- Hedy Schäffer: A végzetes csók, Modern Könyvterjesztő Vállalat, Budapest, 1941, 126 oldal
- Mumbull: Shíva három szeme, Piros sarkú regények, Baross Ny., Pestszentlőrinc, 1942, 158 oldal
- Z. I. Maxbell: Ciklámen a kozák, Piros sarkú regények, Baross-Nyomda Könyvkiadó Vállalata, Pestszentlőrinc, 1942, 158 oldal
- Z. I. Maxbell: A „Touloni Hóhér”, Piros sarkú regények 4., Baross-Nyomda Könyvkiadó Vállalata, Pestszentlőrinc, 1942, 158 oldal; A touloni hóhér, Új Régi Könyvek, ENA Kft., Budapest, 1991, 104 oldal, ISBN 963-7923-05-5
- Z. I. Maxbell: Meghalni tilos!, Baross-Nyomda Könyvkiadó Vállalata, Pestszentlőrinc, 1942 (Reklámban. Megjelent????)
- (Stettler Zoltán):[17] A Pettyes munkában,[18] Pestszentlőrinc, (194?.) Mátyás Könyv- és Lapterjesztő Váll. 32 oldal
- Komáromi Zoltán: A nővel mindig baj van, Színes könyvek, Globus, Budapest, 1946, 15 oldal
- Komáromi Zoltán: Két tűz között ..., Nagyvárosi regények, Nemzetközi Hírlap és Könyvterjesztő Iroda, Budapest, 1946, 31 oldal
- Z. I. Maxbell: Clark nem hagyja magát, Tarka könyvek, Globus, Budapest, 1946, 16 oldal
- Z. I. Maxbell: A kilencedik golyó, Tarka könyvek, Globus, Budapest, 1946, 32 oldal
- Z. I. Maxbell: A veszedelmes barát, Tarka könyvek, Hungária Ny., Budapest, 1946, 32 oldal
- Z. I. Maxbell: Olaj a láthatáron, Express regények, Aurora Nyomda, Budapest, 1947, 32 oldal
- Maxbell: Büntetlen bűnös, Express regények, Budapest, 1947, 15 oldal
- Maxbell: Preston réme, Express regények, Stettler Zoltán, Budapest, 1947, 16 oldal
- Maxbell: Ez az ember: Gyilkos!, Express regények, Budapest, 1947, 15 oldal
- Maxbell: Életveszélyben, Express regények, Budapest, 1947, 15 oldal
- Maxbell: A colt ördögei, Elek regények, Elek Imre, Budapest, 1947, 15 oldal
- Komáromi Zoltán: Szerelem az ára ...,[19] Nagyvárosi regények, Nemzetközi Hírlap és Könyvterjesztő Iroda, Budapest, 1947, 31 oldal
- Komáromi Zoltán: A hegyek hősei, Forintos regény 10., Magyar Könyvbarátok Kultúregy., Budapest, 1947, 63 oldal
- B. I. Maxbell: A bűnös város, Színes kisregények 2., Express, Budapest, 1948, 31 oldal
- B. I. Maxbell: Honkongi kaland, Színes kisregények 7., Express, Budapest, 1948, 31 oldal
- B. I. Maxbell: A szigetek kalandora, Színes kisregények 9., Express, Budapest, 1948, 31 oldal
- Komáromi Zoltán: Becstelen ellenfél, Forintos regény 17., Szikra, Budapest, 1948, 64 oldal
- Maxbell: A láthatatlan kéz, Forintos regény 49., Color ny., 1948, 190 oldal, borító Szilas Pál
- Komáromy Zoltán: Szerepcsere, Világvárosi Regények 233., Tel-Aviv, 1950, 31 oldal, 2. kiadás
- Komáromi Zoltán: Tizenhárom huszár, Hazáért és szabadságért sorozat, Ifjúsági Kiadó, Budapest, 1953, 127 oldal
- Komáromi Zoltán: Veszélyes szerep, Hazáért és szabadságért sorozat, Ifjúsági Kiadó, Budapest, 1953, 132 oldal
- Komáromi Zoltán: Bátrak hajója – a Tegetthoff-expedíció regénye, Ifjúsági Kiadó, Budapest, 1955, 396 oldal

## Műfordításai
- Robert Dawis: Kilenckor történt..., Körmendy Könyvkiadó, Budapest, 1943, 200 oldal, fordította: Komáromy Zoltán
- (Grabin, A. W.) Grabin: Az odesszai titok; ford. Komáromi Zoltán, Forintos regény 40., Szikra, Budapest, 1948, 60 oldal
- Tugelbaj Szidikbekov: Barátság és más elbeszélések; oroszból ford. Márkus Gyula, Komáromi Zoltán, Szovjet kisregények 34., Új Magyar Könyvkiadó, Budapest, 1952, 112 oldal

## Átdolgozások
- Veber: Az elorozott találmány, átdolg. Komáromi Zoltán, Új Magyar Könyvkiadó, Budapest, 1949, 172 oldal
- A kozlovi varázsló – Micsurin életének regénye, Dovzsenko nyomán magyarra átdolg. Komáromi Zoltán, Új Magyar Könyvkiadó, Budapest, 1949, 47 oldal

## Egyéb írások
- Komáromy Zoltán: Milyenné akarja formálni a nőt a szovjet és milyenné Hitler? című írása a Mindent tudok 1934, Játsszál velem, Az Ujság évkönyve című kötetben, Mindent Tudok 16., Ujság Részvénytársaság, Budapest, 1934
- Pesti Magazin 1933. január (II. évfolyam 1. szám)